# أوليغ كوزنيتسوف

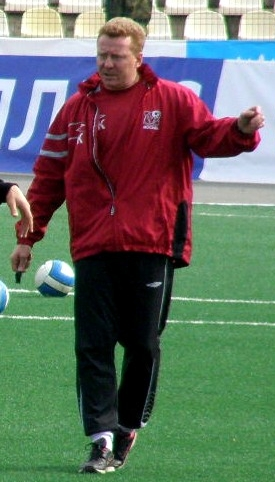
أوليغ كوزنيتسوف

أوليغ كوزنيتسوف، من مواليد 22 مارس 1963، لاعب كرة قدم سوفيتي أوكراني سابق، ومدرب كرة قدم أوكراني.
لعب مع منتخب الاتحاد السوفيتي لكرة القدم ومنتخب اتحاد الدول المستقلة لكرة القدم ومنتخب أوكرانيا لكرة القدم.

## روابط خارجية
- أوليغ كوزنيتسوف على موقع الاتحاد الدولي (مؤرشف)  (الإنجليزية)
- أوليغ كوزنيتسوف على موقع الاتحاد الأوربي (الإنجليزية)
- أوليغ كوزنيتسوف على موقع اتحاد أوكرانيا (الإنجليزية)
- أوليغ كوزنيتسوف على موقع قاعدة بيانات كرة القدم.إي يو (الإنجليزية)
- أوليغ كوزنيتسوف على موقع ناشيونال فوتبول تيمز (الإنجليزية)
- أوليغ كوزنيتسوف على موقع Soccerway.com (الإنجليزية)
- أوليغ كوزنيتسوف على موقع عالم كرة القدم.نت (الإنجليزية)